# Orlando paladino
Orlando paladino, Hob. 28/11, est un opéra en trois actes de Joseph Haydn qui fut créé au palais d'Esterházy le 6 décembre 1782. Le livret de Nunziano Porta repose sur celui de Le pazzie d'Orlando de Carlo Francesco Badini (mis en musique par le compositeur Pietro Alessandro Guglielmi en 1771), lui-même inspiré par le poème épique Orlando furioso de l'Arioste. L'opéra était qualifié de drame héroï-comique en musique, l'intrigue mêlant des aventures cocasses et héroïques. Ce fut l'opéra le plus populaire de Haydn de son vivant. Le Pennsylvania Opera Theater représenta cette œuvre en version anglaise au Trocadero Theater de Philadelphie en mars 1982 ; John Gilmore (en) y tenait le rôle-titre.

## Rôles
| Rôle                                               | Voix    | Distribution à la première, le 6 décembre 1782 |
| -------------------------------------------------- | ------- | ---------------------------------------------- |
| Alcina, sorcière                                   | soprano | Costanza Valdesturla                           |
| Angelica, reine de Cathay                          | soprano | Matilde Bologna                                |
| Medoro, amoureux d'Angelica                        | ténor   | Prospero Braghetti                             |
| Caronte (Charon), le nocher des Enfers             | basse   | Leopold Dichtler                               |
| Eurilla, bergère                                   | soprano | Maria Antonia Specioli                         |
| Licone, berger                                     | ténor   | Leopold Dichtler                               |
| Orlando (Roland), paladin de France                | ténor   | Antonio Specioli                               |
| Pasquale, écuyer d'Orlando                         | ténor   | Vincenzo Moratti                               |
| Rodomonte, roi de Barbarie                         | basse   | Domenico Negri                                 |
| Bergers, bergères, spectres, sauvages et Sarrasins |         |                                                |

L'opéra fait mention du castrat dans l'aria Ecco spiano de l'acte 2, où Pasquale chante : « Ah, che un musico castrato come me non canta affé » (Même un castrat ne chante pas aussi bien que moi). Cette aria est aussi connue pour obliger le ténor à grimper au fausset pour atteindre certaines des notes aiguës.

## Argument

### Acte 1
Scènes 1 et 2 – Paysage montagneux.

La bergère Eurilla et son père, Licone, sont effrayés par l'aspect d'un chevalier menaçant qui recherche Angelica et Medoro. Elle lui parle de leur amour et lui dit qu'ils ont trouvé refuge au château voisin. Le chevalier se présente ; il est Rodomonte, roi de Barbarie. Entiché d'Angelica, il a bien l'intention de la protéger de la jalousie d'Orlando.

Scènes 3 et 4 – Tour d'Angelica.

Angelica se plaint qu'elle doit vivre cachée pour éviter la folie d'Orlando. Elle appelle la sorcière Alcina, qui lui offre sa protection. Medoro entre alors avec la mauvaise nouvelle qu'Orlando et son écuyer Pasquale ont été vus dans les environs, mais ne sait trop s'il vaut mieux rester ou fuir.

Scènes 5 et 6 – Un bois.

Pasquale est découvert par Rodomonte. Celui-ci se met à le défier, mais est distrait par Eurilla, qui dit qu'Orlando est à sa recherche tout près. Resté seul avec Eurilla, Pasquale explique que sa vie d'aventure est brisée par un manque constant de nourriture.

Scènes 7 et 8 – Un charmant jardin avec une fontaine.

Medoro jure à Angelica qu'il lui est fidèle, mais lui propose, malgré ses protestations, de la laisser un certain temps pour la propre sécurité de la reine. Après leur départ, Orlando paraît en maudissant l'obsession qui le consume, persuadé que Medoro est le seul obstacle à l'accomplissement de son amour. Il voit que Medoro a gravé le nom d'Angelica sur tous les arbres du jardin et abat les arbres, les statues et la fontaine.

Scènes 9 et 10 – Un bosquet.

Rodomonte part à la recherche d'Orlando après avoir parlé à Pasquale, puis Orlando arrive et demande à Eurilla où se trouve Medoro.

Scènes 11, 12 et 13 – Un jardin ravissant.

Angelica est interrompue dans l'expression de ses craintes par Pasquale et Eurilla, qui la préviennent de l'approche d'Orlando. Rodomonte se joint à eux, toujours impatient de combattre Orlando, puis entre le pacifique Medoro, qui craint la vaillance d'Orlando. Alcina paraît et rassure les amoureux, mais avertit Rodomonte qu'il ne pourra vaincre Orlando. Celui-ci fait irruption en colère, mais Alcina l'immobilise par magie et l'emprisonne dans une cage de fer.

### Acte 2
Scène 1 – Un bosquet.

Orlando a été libéré de sa cage, mais non de sa folie. Rodomonte est une fois de plus sur le point de l'attaquer, mais quand Eurilla les informe que Medoro et Angelica ont fui, Orlando se précipite à leur poursuite.

Scènes 2 à 10 – Une large plaine près de la mer.

Medoro cherche refuge près de la mer et, sur le conseil d'Eurilla, se cache dans une grotte et lui demande d'informer Angelica de son triste sort. Eurilla et Pasquale révèlent leur amour l'un pour l'autre lorsqu'elle l'invite à la suivre au château. Angelica se lamente sur ses souffrances. Alcina projette de résoudre les difficultés des amoureux. Au moment où Angelica est sur le point de se jeter à la mer par désespoir, la magie d'Alcina l'amène là où Medoro se trouve, et le couple réaffirme son amour. Ils sont sur le point de chercher un nouveau refuge quand Orlando paraît, mais Alcina intervient à nouveau pour permettre aux amoureux de s'enfuir : Orlando est distrait par l'apparition soudaine de deux monstres marins : une hydre et un dragon.

Scènes 11 et 12 – Une chambre au château.

Pasquale et Eurilla échangent d'autres mots tendres. Rodomonte entre avec Alcina, qui les invite tous à sa grotte magique.

Scènes 13 et 14 – La caverne enchantée d'Alcina.

Orlando et Pasquale arrivent chez Alcina, et le paladin, furieux, insulte la sorcière parce qu'elle protège Medoro. Elle réagit en le changeant en pierre. Angelica, Medoro, Eurilla et Rodomonte paraissent et s'émerveillent de cette transformation. Alcina redonne sa forme humaine à Orlando, mais la folie de ce dernier n'a pas diminué. Comme Alcina se retire à l'arrière de la caverne, Orlando la poursuit, et une partie de la grotte s'écroule sur lui.

### Acte 3
Scène 1 – Les Enfers, près du Léthé, les champs Élysées au loin.

Charon, le nocher des Enfers, surveille Orlando, qui dort. Alcina lui ordonne de libérer Orlando de sa folie avec l'eau du fleuve de l'Oubli, et Orlando s'éveille décontenancé.

Scène 2 – Une forêt.

Angelica est poursuivie par des sauvages. Medoro se précipite pour lui venir en aide, mais est blessé. Rodomonte et Orlando, devenus des amis, s'engagent dans le combat.

Scène 3 – Une cour.

Angelica délire, croyant que Medoro est mort. Alcina lui assure que ce n'est pas le cas, et qu'il est guéri de ses blessures. Les eaux du Léthé ont fait oublier à Orlando son amour d'Angelica et sa haine pour Medoro. Angelica et Medoro peuvent maintenant s'aimer sans crainte, Pasquale et Eurilla sont unis, et Orlando peut partir à la recherche de nouveaux exploits.
L'opéra est arrangé pour flûte, deux hautbois, deux bassons, deux cors/trompettes, timbales, cordes et continuo.

## Enregistrements
- Arleen Auger, Elly Ameling, George Shirley, Lausanne CO, sous la direction d'Antal Doráti (Philips, 1977).
- Patricia Petibon, Christian Gerhaher, Michael Schade, Elisabeth von Magnus, Concentus Musicus Wien, sous la direction de Nikolaus Harnoncourt (Deutsche Harmonia Mundi, 2006).
- Marlis Petersen, Alexandrina Pendatchanska, Sunhae Im, Tom Randle, Pietro Spagnoli, Magnus Staveland, Victor Torres, Arttu Kataj. René Jacobs.(Staatsoper Unter den Linden, 2009) Naxos 2057788. DVD et Blu-ray.
- Thomas Quasthoff a enregistré l'aria de Rodomonte "Mille lampi d'accese faville" et l'aria de Caronte "Ombre insepolte" sur son album Haydn Italian Arias (2009), et Anne Sofie von Otter, l'aria "Ad un sguardo, a un cenno solo" sur son album Mozart-Haydn-Gluck avec Trevor Pinnock.